# Jornal Brasileiro de Psiquiatria
O Jornal Brasileiro de Psiquiatria, abreviado como J Bras Psiquiatr ou JBP, é o periódico oficial do Instituto de Psiquiatria da Universidade Federal do Rio de Janeiro (IPUB). O mesmo tem a missão de divulgar trabalhos de pesquisa científica no campo da psiquiatria e áreas afins, realizados em instituições brasileiras e estrangeiras.

## História
Criado em 1938, foi publicado até 1950, sob o título “Anais do Instituto de Psiquiatria”, sem periodicidade regular. A partir de 1952, recebeu o nome de Jornal Brasileiro de Psiquiatria e passou a ter periodicidade semestral e seu formato foi adequado ao dos periódicos científicos no campo da Medicina. De 1982 a 2000, quando passou a circular regularmente, a cada dois meses, foi publicado em conjunto com a Editora Científica Nacional. Atualmente trabalha em parceria com a Editora Segmentofarma, que cuida da produção gráfica, comercialização e distribuição do JBP . Mantendo a tradição de sempre buscar a excelência no campo das publicações científicas, alguns redesenhos no seu formato editorial tem sido feitos para a sua adequação às exigências das bases de indexaçãoe às novas ferramentas de edição. A partir de 2007 passou a ser indexado na base de dados SciELO.

## Estatísticas
Em 2009 foram publicados 41 artigos e no mesmo ano o JBP foi citado 148 vezes. Atualmente o seu fator de impacto, de acordo com o portal SciELO é de 0.344. São aceitos para publicação tanto artigos em português como em inglês.

## Corpo Editorial
O Prof. Marcio Versiani é o atual editor do JBP, que conta com o Prof. Leonardo Fontenelle como editor assistente e os editores associados Prof. Alexandre Valença, Prof. Jerson Laks e Prof. Mauro Mendlowicz. O JBP também conta com diversos outros colaboradores nacionais e internacionais.

## Indexação
Este periódico está indexado nas seguintes fontes:
- Scientific Eletronic Library Online – SciELO
- Academia de Ciências da Rússia
- American Psychological Association – PsychoINFO
- British Library Document Supply Center – BLDSC
- Chemical Abstracts Service - CAS
- Excerpta Medica – Embase
- Scopus
- Instituto Brasileiro de Informação em Ciência e Tecnologia - IBICT
- Index Medicus Latino-Americano – LILACS
- Institute de L’ Information Scientifique et Techinique – INIST
- Library of the Royal Netherlands Academy of Arts and Sciences – KNAW
- Free Medical Journals – FMJ
- Ulrich´s International Periodicals Association